# Bandera de les illes Marqueses
La bandera de les illes Marqueses està dividida horitzontalment en groc i vermell amb un triangle blanc a l'asta que té un cap de tiki estilitzat negre.El groc és un color festiu utilitzat tradicionalment untant-se la pell amb oli de coco i safrà, el vermell és el color de la reialesa marquesana i el blanc representa la pau. El tiki amb els ulls ben oberts és una representació dels déus marquesans, un signe de la cultura polinèsia.
La bandera de les illes Marqueses va ser hissada per primer cop el 14 de desembre de 1980 a la inauguració de l'aeroport de Nuku Hiva, i va ser reconeguda oficialment el desembre del 1999.

## Història

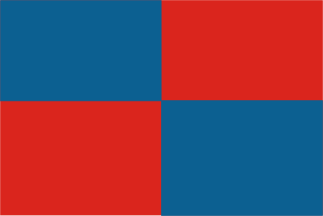
Regne de Nuku Hiva, 1835-1838.
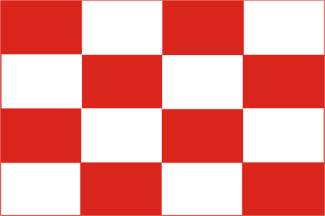
Estendard del cap Iotete de Tahuata, 1837-1842.
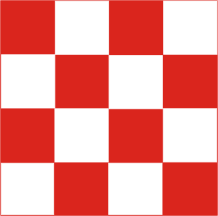
Illa de Tahuata, 1845-1880.

Les illes Marqueses no van estar unides fins que el francès Dupetit-Thouars en va prendre possessió, el 1842.
El 26 de juliol de 1835 el baró Charles de Thierry es va proclamar rei de Nuku Hiva. El 1838 es va traslladar a Nova Zelanda i la seva bandera va ser adoptada pel cap maori Hokianga fins al 1845.
A l'illa de Tahuata el gran cap Iotete va utilitzar des de l'agost de 1837 un estendard quadrat blanc i vermell. Des de la presa de possessió francesa fins a la incorporació com a colònia, el 1880, es va seguir utilitzant una bandera quadrada similar a l'estendard d'Iotete.